# NGC 102
NGC 102 è una galassia lenticolare situata nella costellazione della Balena.
La sua distanza dal nostro sistema solare è stimata in 330 milioni di anni luce e ha una magnitudine apparente di 14.
La galassia è stata scoperta il 25 settembre 1886 dall'astronomo americano Francis Leavenworth.